# Korzec (miasto)
Korzec (ukr. Корець, Koreć) – miasto na Ukrainie, centrum rejonu koreckiego w obwodzie rówieńskim. Miejscowość położona jest  na Wołyniu, 65 km od Równego.
Miasto było dawniej rezydencją magnaterii polskiej.
Główne zakłady to cukrownia i zakład produkujący wyroby z tworzyw sztucznych.

## Historia
W średniowieczu wchodziło w skład ziem Drewlan. Pierwsza wzmianka z 1150 r. Po podziale Wołynia dostało się w ręce książąt Koreckich. Po śmierci ostatniego Koreckiego miasto przeszło do Leszczyńskich, a po nich do Czartoryskich. Prywatne miasto szlacheckie w XVI wieku znajdowało się w województwie wołyńskim. W czasie rozbiorów Polski znalazł się w zaborze rosyjskim, w powiecie nowogradwołyńskim guberni wołyńskiej.

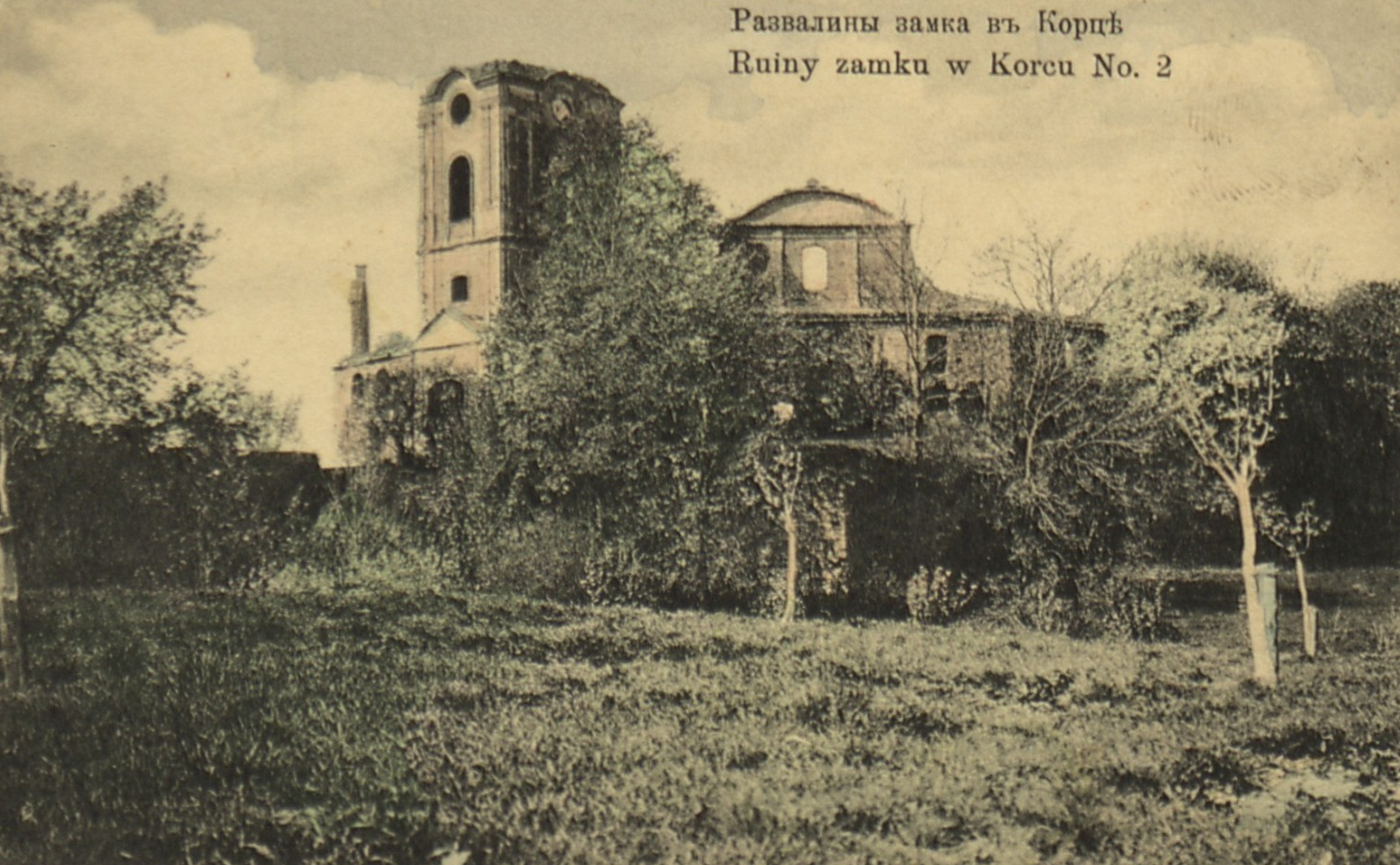
Ruiny zamku na początku XX w.

Książę Józef Klemens Czartoryski założył tu w 1783 fabrykę porcelany, której pierwszym dyrektorem został Franciszek Mezer. Fabryka spłonęła  na jesieni 1796, jednak już pod koniec 1797 wznowiła działalność i funkcjonowała do 1832 r. Porcelana korecka zyskała sobie sławę w całej Polsce, wysoko oceniano ją praktycznie od początku  istnienia fabryki. Prócz manufaktury porcelany Józef Czartoryski zlokalizował również w Korcu produkcję pasów kontuszowych („pasy koreckie”) oraz mebli.
W II RP siedziba gminy w powiecie rówieńskim województwa wołyńskiego. Miasto było w 3/4 zamieszkiwane przez ludność żydowską (prawie 5 tys. w 1937 roku) a także przez Polaków i Ukraińców.
Od 1924 r. stacjonowała tu kompania graniczna KOP „Korzec”, wchodząca w skład Batalionu KOP „Hoszcza”.
Podczas II wojny światowej Żydów w Korcu spotkała zagłada. Wkrótce po wkroczeniu Wehrmachtu do miasta (lipiec 1941) ukraińscy nacjonaliści dokonali pogromu, podczas którego zabito kilku Żydów, rabowano żydowskie mienie i spustoszono synagogi. W nieustalonym czasie podczas okupacji niemieckiej doszło także do akcji niemieckich żołnierzy i policjantów, którzy zmuszali rabinów do wyniesienia Tory na ulicę i spalenia jej. Ci, którzy odmówili wykonania rozkazu, byli rozstrzeliwani. Żydów w Korcu eksterminowano w czterech „akcjach”: w lipcu 1941 (120 zabitych przedstawicieli inteligencji), 20 sierpnia 1941 (350 zabitych mężczyzn), 21 maja 1942 (2,5 tys. ofiar) oraz 25 września 1942 (2 tys. ofiar). Tym samym zlikwidowano tutejsze getto. Dwie największe egzekucje zostały dokonane przez SD z Równego przy pomocy niemieckiej żandarmerii i ukraińskiej policji.
Latem 1943 r. w wyniku niemieckich aresztowań została rozbita siatka konspiracyjna AK w Korcu (w sile 2 plutonów). 6 października 1943 Ukraińska Powstańcza Armia spaliła w znacznym stopniu miasto; liczby ofiar ataku nie ustalono.
W czasie okupacji niemieckiej Polki Maria Assanowicz i Halina Bajraszewska (matka i córka) ukrywały w Korcu żydowską dziewczynkę o imieniu Edith. W 1982 roku Instytut Jad Waszem uhonorował je za to tytułami Sprawiedliwych wśród Narodów Świata.
W 1989 liczyło 9437 mieszkańców.
W 2013 liczyło 7388 mieszkańców.

## Religia
- Monaster Trójcy Świętej w Korcu
- Parafia Wniebowzięcia Najświętszej Maryi Panny i św. Antoniego w Korcu

## Zabytki

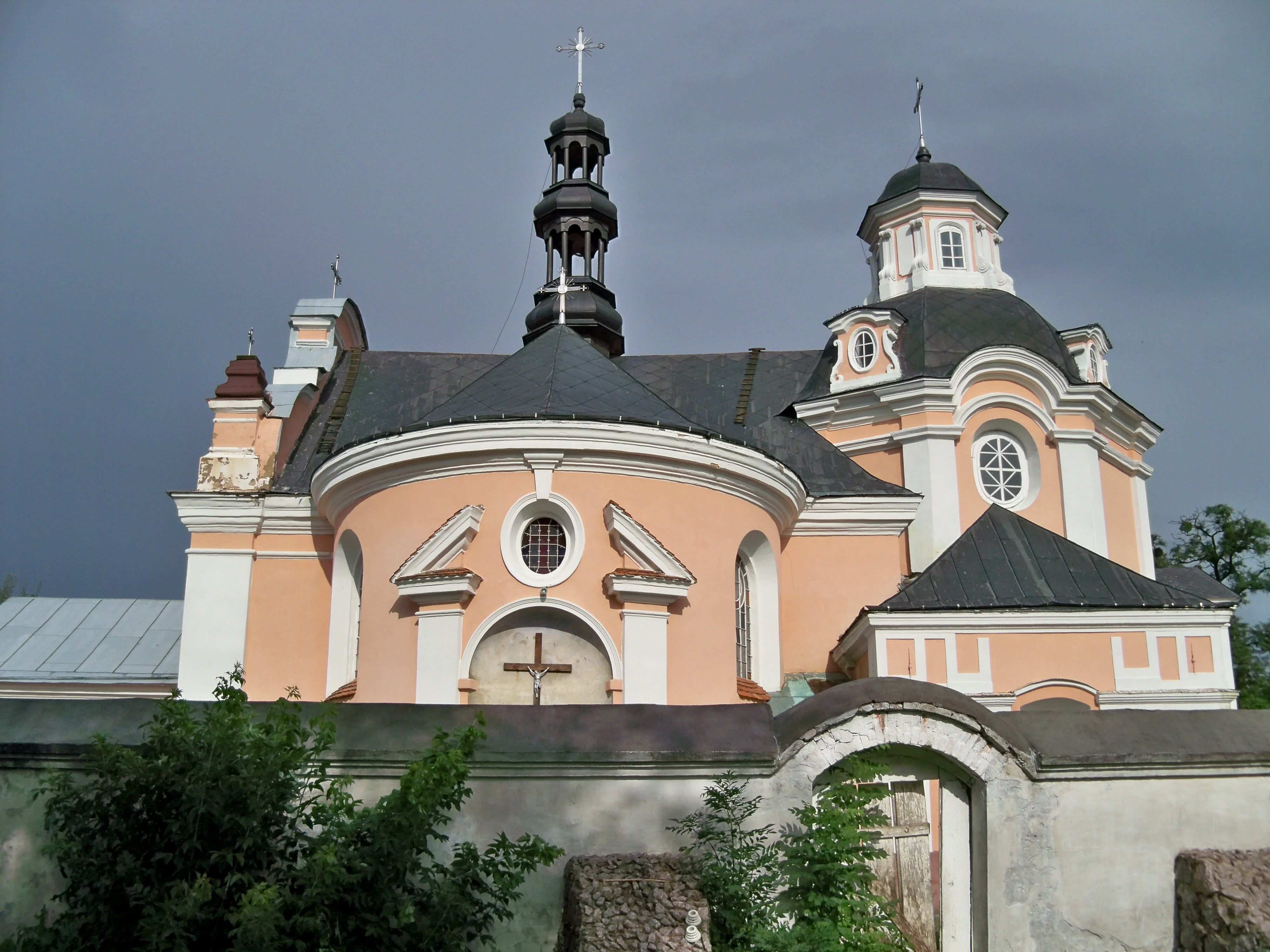
Kościół św. Antoniego

- rzymskokatolicki kościół parafialny pw. św. Antoniego z 1706 (pierwotnie Wniebowzięcia NMP); od 1962 budynek wykorzystywano jako magazyn środków chemicznych, przez co uległ dewastacji; zwrócono go wiernym w 1990 i konsekrowano po generalnym remoncie w 1994[12]
- prawosławny żeński monaster Trójcy Świętej[13].
- zamek[14]